# Čarovništvo
Čarovništvo je praksa pridobivanja znanja o svetu in vplivanja nanj s pomočjo mističnih nadnaravnih sil. Ljudje, ki prakticirajo čarovništvo, se imenujejo čarovniki oz. magi. Deli se na zeliščarstvo, zdravilno magijo, živalsko magijo itd. Koncept je podoben konceptu religije in se je prvič pojavil v Judovstvu kot slabšalna oznaka za poganske rituale, s katerimi so želeli neverniki pridobiti kakšno uslugo od »nepravih« bogov ali jih samo pomiriti.
V sodobnem svetu je čarovništvo domena fikcije, predvsem fantazijske pripovedi, saj ne obstaja noben zanesljiv dokaz, da bi čarovniški rituali dali izvajalcem kakršnokoli nadnaravno moč.